# Кабеса-Горда
Кабеса-Горда (порт.  Cabeça Gorda) — фрегезия (район) в муниципалитете Бежа округа Бежа в Португалии. Территория — 78 км². Население — 1571 жителей. Плотность населения — 20,1 чел/км².